# Kylie's Remixes Volume 1
Kylie's Remixes Volume 1 je kompilacijski album remiksa od Kylie Minogue objavljen 16. ožujka 1989. godine u Japanu, gdje je dospio između prvih 30 albuma i dobio zlatnu certifikaciju. 1993. godine izdan je u Australiji i ponovno izdan 1993. Ova kompilacija sadrži remikse od devet njenih ranih Aitken/Stock/Waterman hitova.

## Popis pjesama
| Br. | Skladba                                           | Trajanje |
| --- | ------------------------------------------------- | -------- |
| 1.  | »I Should Be So Lucky« (The Bicentennial Remix)   | 06:12    |
| 2.  | »Got to Be Certain« (The Extra Beat Boys Remix)   | 06:52    |
| 3.  | »The Loco-Motion« (The Sankie Remix)              | 06:36    |
| 4.  | »Je Ne Sais Pas Pourquoi« (Moi Non Plus Mix)      | 05:55    |
| 5.  | »Turn It into Love« (albumska verzija)            | 03:37    |
| 6.  | »It's No Secret« (Extended Version)               | 05:49    |
| 7.  | »Je Ne Sais Pas Pourquoi« (The Revolutionary Mix) | 07:16    |
| 8.  | »I Should Be So Lucky« (New Remix)                | 05:33    |
| 9.  | »Made in Heaven« (Made in England Mix)            | 06:19    |

## Top ljestvice
| Top ljestvica (1989.) | Najviša pozicija |
| --------------------- | ---------------- |
| Japan                 | 25               |

## Prodaja i certifikacije
| Država | Certifikacija | Prodaja |
| ------ | ------------- | ------- |
| Japan  | zlatna        | 84.000  |